# Demonte
Demonte ist eine italienische Gemeinde (comune) in der Provinz Cuneo, Region Piemont.

## Lage und Einwohner
Demonte liegt 25 km südwestlich von der Provinzhauptstadt Cuneo entfernt, am Stura di Demonte, im gleichnamigen Valle Stura di Demonte. Das Gemeindegebiet umfasst eine Fläche von 127 km² und hat 1858 Einwohner (Stand 31. Dezember 2023). Die Nachbargemeinden sind Aisone, Castelmagno, Marmora, Moiola, Monterosso Grana, Pradleves, Sambuco, Valdieri, Valloriate und Vinadio.

## Geschichte

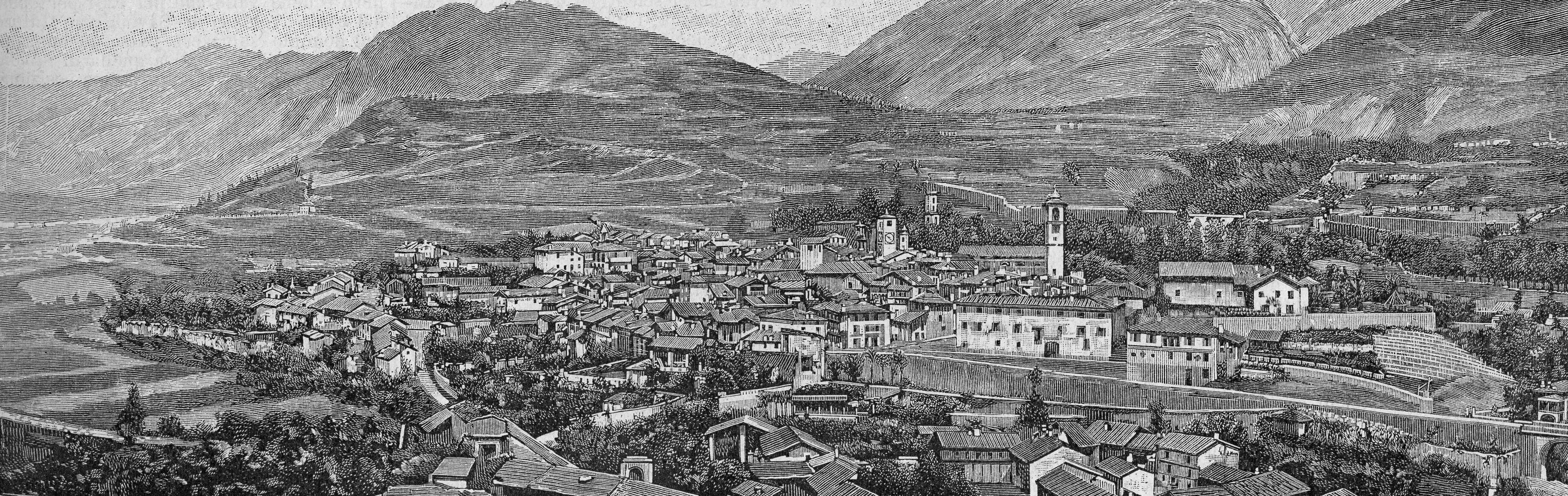
Panorama von 1893

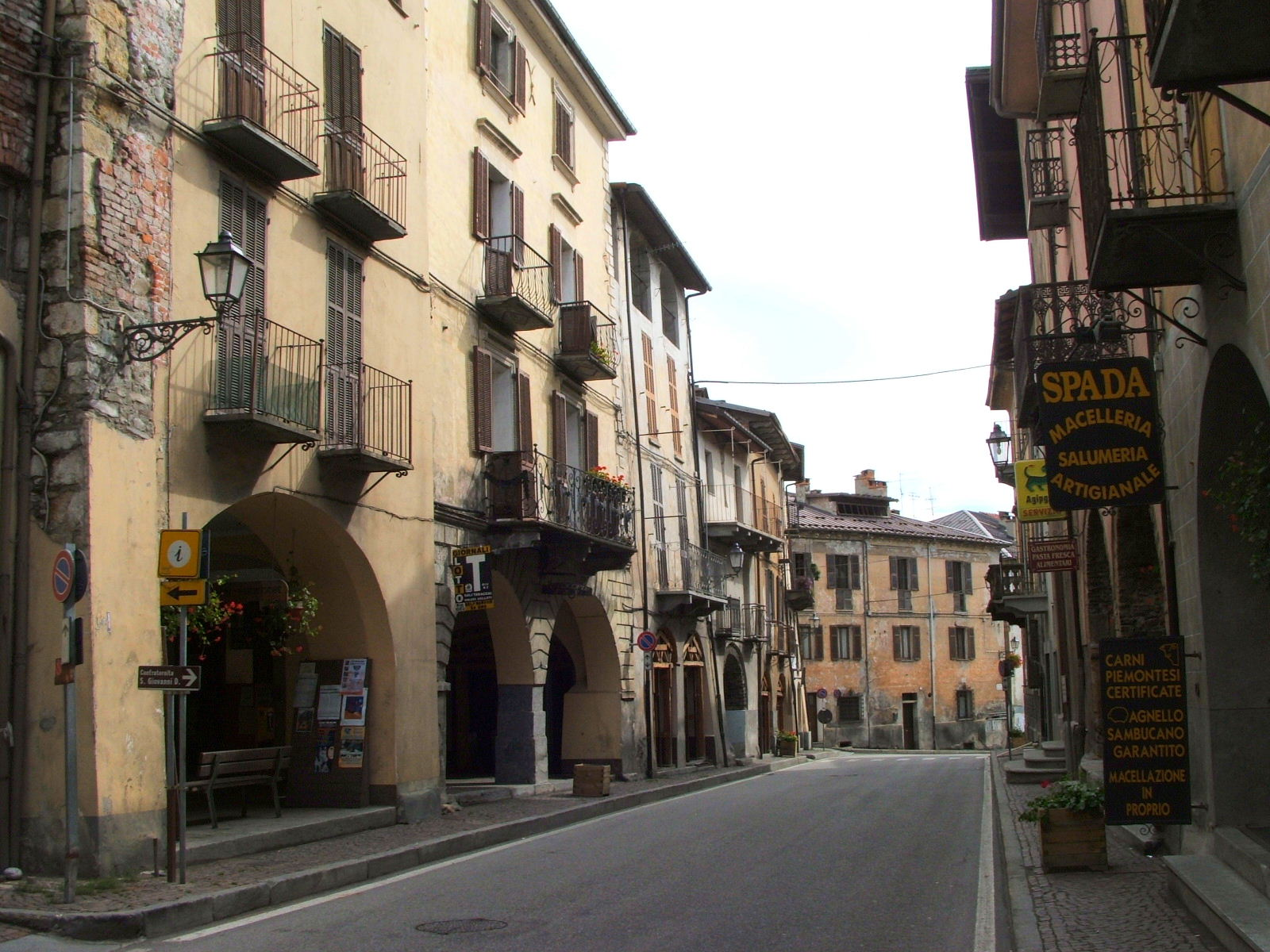
Demonte Zentrum

In einem Dokument aus der zweiten Hälfte des 14. Jahrhunderts wird es als „Demunte“ erwähnt. Sein Ortsname setzt sich aus der Präposition „de“ und dem lateinischen MONS-TIS zusammen und bezieht sich auf die Lage der Stadt „am Fuße der Berge“. Es gehörte bereits zum Auriate-Komitee und wurde dann den Markgrafen von Saluzzo unterstellt. 
In der ersten Hälfte des 13. Jahrhunderts wurde es zur Gemeinde erhoben und später von der Familie Anjou bewohnt. Nach verschiedenen Ereignissen wurde es als Lehen an die Adelsfamilie Bolleris im 17. Jahrhundert von Carlo Emanuele I. von Savoyen erobert und wurde so Teil des savoyischen Staates, dessen Schicksal es teilte. 
Die jüngste Geschichte ist mit der des Rests der Provinz verbunden. Sehenswert ist Pfarrkirche San Donato, deren Ursprung im 14. Jahrhundert liegt, aber im 17. Jahrhundert wieder aufgebaut wurde und in der man ein wertvolles Fresko bewundern kann, das die Schlacht von Lepanto darstellt und die Kirche der Bruderschaft San Giovanni aus der zweiten Hälfte des 17. Jahrhunderts. Die alte Kapelle San Bernardo und der Palast der Grafen Borelli aus dem 17. Jahrhundert gehören ebenso zu den wertvollen Gebäude der Gemeinde. Die Villa der Grafen Lanza aus dem 18. Jahrhundert und der Bürgerturm aus dem 17. Jahrhundert sowie ein weiterer Turm aus dem 19. Jahrhundert wurde im öffentlichen Park errichtet.

## Persönlichkeiten
- Lalla Romano (1906–2001), Dichterin, Schriftstellerin und Journalistin